# مباراة الأرجنتين وإسرائيل في مدينة القدس
مباراة الأرجنتين وإسرائيل في مدينة القدس هي مباراة ودية بين منتخب الأرجنتين لكرة القدم ومنتخب إسرائيل لكرة القدم، كان يُفترض أن تُعقد في 9 يونيو/حزيران 2018 على أراضي قرية المالحة في القدس. حيث كانت سَتُعتبر آخر مباراة تحضيرية للأرجنتين قبل خوض كأس العالم في روسيا، والذي يعقد بالفترة ما بين 14 يونيو/حزيران حتى 15 تموز/يوليو.
كان من المُفترض أن تُقام المباراة في ملعب سامي عوفر في حيفا، ولكن نُقلت إلى ملعب تيدي في القدس والذي يتسع لحوالي 31,733 متفرج، وكانت قد أعلنت الشركة الإسرائيلية المسؤولة عن بطاقات المباراة، أن 20 ألف تذكرة نَفذت بعد 20 دقيقة من طرحها للبيع.
كان المنتخب الأرجنتيني قد لعب سابقًا مباراة مشابهة قبيل مونديال المكسيك 1986 والذي توج به، حيث فاز الأرجنتين في لقاء ودي ضد إسرائيل في رامات جان بنتيجة 7-2، تكررت اللقاءات الودية بين المنتخبين قبيل مونديال 1990 في إيطاليا و1994 في الولايات المتحدة، لكن الأرجنتين لم تتوج بطلة لأي منهما.
أُلغيت المُباراة الودية بين الأرجنتين وإسرائيل، وذكرت القناة 14 العبرية، أنَّ المُباراة ألغيت بسبب ضغوطٍ سياسية، حيثُ ألغت الأرجنتين وصول منتخبها إلى إسرائيل للعب المباراة، وأشارت أنَّ المُباراة سوفَ تُعقد في الخارج.

## خلفية

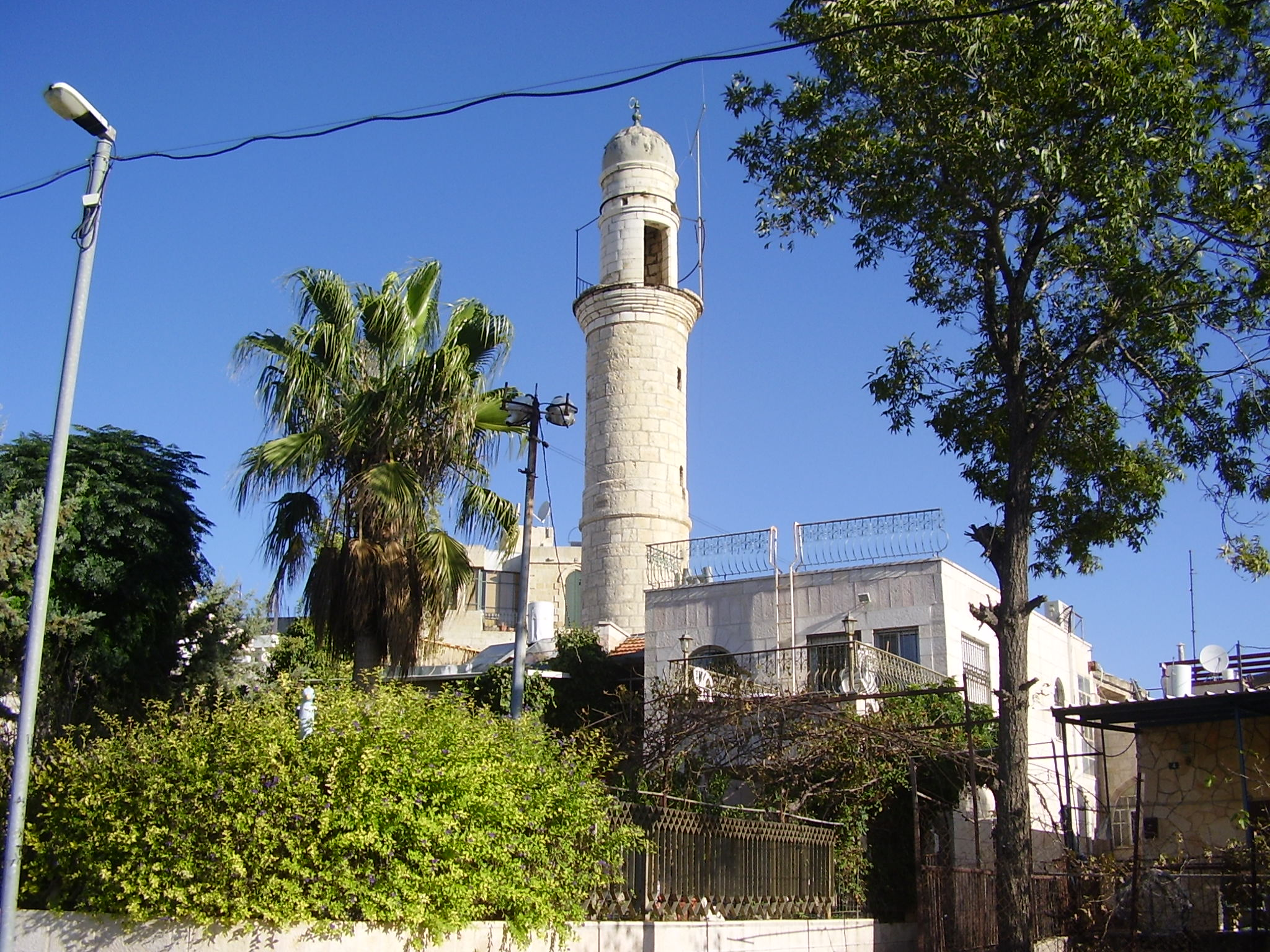
قرية المالحة المُحتلة في القدس.

قرية المالحة في القدس هيَ من القُرى الفلسطينية المُحتلة وفقًا للقانون الدولي، فهي واحدة من 500 قرية فلسطينية دَمرها الاحتلال الإسرائيلي إبانَ النكبة عام 1948.
كان يُفترض أن يعقد اللقاء الودي بين المنتخبين في ملعب سامي عوفر في مدينة حيفا، ولكن الحكومة الإسرائيلية نقلته إلى القدس. كانت فكرة المباراة قد خرجت من خلال مبادرة إسرائيلية خاصة وليس عبر الحكومة أو الاتحاد الرياضي، واتُفق بدايةً على وصول المنتخب الأرجنتيني إلى حيفا، لكن وزيرة الرياضة والثقافة ميري ريغيف، تدخلت وتعهدت بتحمل كل التكاليف الإضافية المترتبة على نقل المباراة إلى القدس، بما في ذلك تأمين حراسة خاصة لليونيل ميسي، ثمَ اتضح لاحقًا أن رئيس الحكومة الإسرائيلية بنيامين نتنياهو، تدخل شخصيًا في نقل المباراة، وقد تعهد بدفع كل ما يلزم لقاء لعب المنتخب في القدس.
تُقدر تكاليف الاستضافة بما يزيد عن 4 ملايين دولار من أجل وصول منتخب الأرجنتين إلى ملعب تيدي في القدس، والتي تفوق 4 أضعاف هذه التكلفة في مدينة حيفا.

## اللاعبون
أعلن المدير الفني لمنتخب الأرجنتين خورخي سامباولي عن مشاركة ليونيل ميسي في قيادة الفريق في المباراة الودية، كما كشف ألون حازن المدير الفني للمنتخب الإسرائيلي، عن تشكيلة اللاعبين الذين سيواجهون الأرجنتين، حيث سيشارك في هذه المباراة الودية سبعة لاعبين عرب، وهم: محمود قنديل حارس مرمى من اتحاد أبناء سخنين، ولؤي طه من هبوعيل بئر السبع، وعايد حبشي من بني يهودا، وطالب طواطحة مدافع فريق فرانكفورت الألماني، وأيضًا بيرم كيال لاعب برايتون والمهاجمان مؤنس دبور وضباء سبع.

## الفساد
أعلن مَكتب مراقب الدولة في إسرائيل يوسف شافيرا، بأنه قد فتح تحقيقا في عمليات فساد بيع تذاكر المباراة، حيثُ ذكرت الإذاعة العامة الإسرائيلية أن عملية فساد حصلت في عمليات بيع التذاكر، من خلال استخدام التذاكر التي من المفترض أن تباع للجمهور واستخدمت للوزراء والمسؤولين في الحكومة وأقاربهم، كما أكدت أن رئيس اللجنة الاقتصادية بالكنيست إيتان كابل هو من تقدم بطلب لمراقب الدولة لفتح تحقيق شامل في الواقعة.
اتهمَ الجماهير والوسط الرياضي في إسرائيل وزيرة الرياضة والثقافة الإسرائيلية بإهدار المال العام للدولة، وتدمير استثمار إسرائيل واقتصاده من أجل دعاية إسرائيلية لإثبات أن القدس عاصمة لها، حيثُ تتطلب المباراة تكلفة باهظة لتأمينها.

## ردود الفعل

### العالمية

ملصق حملة مقاطعة المباراة ضمن#ArgentinaNoVayas.

- جامعة الدول العربية: عَبرت عن رفضها للعب منتخب الأرجنتين وديًا مع المنتخب الإسرائيلي، وقالت في بيانٍ صادر عنها في 3 يونيو، بأن المباراة ستقام في قرية المالحة وهي أرض فلسطينية محتلة وفقًا للقانون الدولي، كما طالبت وزير التعليم والرياضة الأرجنتيني إستيبان بولريتش والاتحاد الأرجنتيني للكرة، بضرورة التراجع عن لعب المباراة التي تستغلها إسرائيل لأغراض سياسية ليس لها علاقة بالرياضة، إضافة إلى إضراراها بحقوق الشعب الفلسطيني التي كفلتها المواثيق الدولية.[1][3]
- حسب صحيفة هاآرتس، فإن وزيرة الرياضة الوطنية الأرجنتينية ورابطة كرة القدم الأرجنتينية تلقت يوم الجمعة 1 يونيو، رسالةً موقعة من اللجنة الأرجنتينية للتضامن مع فلسطين تطلب فيها إلغاء مباراة.[2]
- أطلق مواطنون أرجنتينيون حملة تهدف لإلغاء المباراة الودية، حيثُ أطلقت الحملة في موقع تويتر هاشتاج «لا تذهبي يا أرجنتين» تحت وسم #ArgentinaNoVayas.[2][3]
- ذكرَ سفير الأرجنتين لدى فلسطين إدواردو ليونيل أنَّ الاتحاد الأرجنتيني لكرة القدم غير تابع للحكومة الأرجنتينية، ولكن مع ضغط الحكومة أعلن لاعبو المنتخب رفضهم مصافحة أي مسؤول سياسي إسرائيلي، مؤكدًا أن موقف الخارجية الأرجنتينية كان دومًا واضحًا، وخاصة فيما يتعلق بالقدس.[3]

### المحلية
- جبريل الرجوب: دعا رئيس الاتحاد الفلسطيني لكرة القدم جبريل الرجوب إلى «حرق» صور ليونيل ميسي في حالِ مشاركته في المباراة الودية بين منتخب بلاده الأرجنتين وإسرائيل، كما قدم الرجوب رسالةً احتجاجية إلى ممثلية الأرجنتين في مدينة البيرة بالضفة الغربية، داعيًا بشكلِ خاص ليونيل ميسي لعدم المشاركة في المباراة.[2][3]
- عبد السلام هنية: أكدَ عضو المجلس الأعلى للشباب والرياضة، على رفضة واستنكاره لهذه المباراة، وبينَ أن الحكومة الإسرائيلية، تستغل الرياضة؛ لتمرير سياسة الضم العنصري للقدس وأرض فلسطين، وأكد أن إقامة هذه المباراة في القدس، حتمًا سيُكلف الأرجنتين سمعتها الرياضية والأخلاقية وخسارة مشجعي منتخبها من جميع دول العالم المحبة للعدل والسلام والحريّة، داعياً محبي الرياضة، وقوى المجتمع المدني، وكل من يؤمن برسالة الرياضة في بناء أواصر السلام والمحبة بين الشعوب، أن يتصدى لمحاولات الاحتلال تحويل أداة السلام إلى أداة سياسية؛ لتبييض جرائمه.[2]
- يوسف جبارين: أرسل عضو الكنيست العربي يوسف جبارين، نيابةً عن القائمة العربية الموحدة، خطابًا للسفير الأرجنتيني في تل أبيب، طالب خلاله الأرجنتين أن تعيدَ النظر في قرار لعب مباراة ودية مع المنتخب الإسرائيلي.[3]
- سلمَ أطفال قرية المالحة السفير الأرجنتيني في فلسطين رسالةً احتجاجية موجهة لقائد المنتخب ليونيل ميسي، حيثُ عبروا من خلالها عن حبهم له، وآملين منه الامتناع عن اللعب في القدس.[2][3]

## إلغاء المباراة
أُعلن في مساء يوم 5 يونيو 2018 عن إلغاء المُباراة الودية بين الأرجنتين وإسرائيل، وذكرت القناة 14 العبرية، أنَّ المُباراة ألغيت بسبب ضغوطٍ سياسية، حيثُ ألغت الأرجنتين وصول منتخبها إلى إسرائيل للعب المباراة، وأشارت أنَّ المُباراة سوفَ تُعقد في الخارج.
رجحت أوساطُ إسرائيلية، أن دولة عربية، وربما تكون قطر، هي التي تقف وراء إلغاء وصول منتخب الأرجنتين إلى إسرائيل، حيثُ ذكر موقع «واينت» العبري، أنَّ السبب من وراء هذا الاعتقاد، بأنَّ الاتحاد الأرجنتيني لكرة القدم يعاني من ضائقة اقتصادية في السنوات الأخيرة، ولكنه مع ذلك التزم بدفع فوري للتعويضات والتي بلغَ قدرُها 2.2 مليون دولار أمريكي لشركة الإنتاج المسؤولة عن تجهيزات المباراة.
كما نقلت بعض الصُحف العبرية تصريحاتٍ للمهاجم الأرجنتيني جونزالو هيجواين، والذي كشف فيها أسباب إلغاء المباراة الودية، وحسب التصريحات، التي نقلتها الصحافة العبرية، فإنَّ ليونيل ميسي هو الذي دفع نحو إلغاء المباراة الودية، حيثُ قال هيجواين: «القرار النهائي اتخذ بعدما سألنا ميسي كيف لنا أن نلعب ببال هادئٍ في الوقت الذي يعاني فيه كثيرون من الفلسطينيين»، معتبرًا أن إلغاء المباراة كان صحيحًا.